# Bevke
Bevke este o localitate din comuna Vrhnika, Slovenia, cu o populație de 791 de locuitori.